# Ʈ
La letra Ʈ (minúscula: ʈ), llamada T con gancho retroflejo, es una letra del alfabeto latino basada en la letra t. Se utiliza para representar una oclusiva retrofleja sorda en el Alfabeto Fonético Internacional, y se utiliza en algunos alfabetos de lenguas africanas. Una ligadura de ʈ con h era parte del Alfabeto de Enseñanza Inicial para representar la fricativa dental sorda.

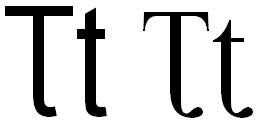
Letra T con gancho retroflejo

## Uso
La te con gancho ( ʈ ) representa una consonante oclusiva retrofleja sorda en el Alfabeto Fonético Internacional.
En el Alfabeto Fonético Internacional, la t con gancho retroflejo ⟨ʈ⟩ es un símbolo utilizado para representar una consonante oclusiva retrofleja sorda . Consta de una t y un gancho derecho que indica la retroflexión. Fue propuesta como símbolo, junto a otros símbolos con gancho retroflejo ⟨ɖ, ɭ, ɳ, ɽ, ʂ, ʐ⟩ que se usaban en el alfabeto dialectal sueco de Johan August Lundell, durante la Conferencia de Copenhague de abril de 1925.  Fue adoptado oficialmente en el alfabeto fonético internacional en 1927  y se utilizó notablemente en A bengali phonetic reader de Suniti Kumar Chatterji publicado en 1928.
La ʈ se utiliza en la ortografía nuer de J. PAG. Crazzolara en una gramática nuer publicada en 1933  y por J. Kiggen en un diccionario nuer-inglés publicado en 1948 para representar una consonante vibrante múltiple alveolar sorda [r̥]. J.P. Crazzolara también lo utiliza en la ortografía de otras lenguas en sus obras, entre ellas el acholi y el luo.

## Codificación por computadora
La mayúscula y la minúscula se encuentran en U+01AE y U+0288 en Unicode, respectivamente.
| Carácter      | Ʈ                                            | Ʈ                                            | ʈ                                          | ʈ                                          |
| ------------- | -------------------------------------------- | -------------------------------------------- | ------------------------------------------ | ------------------------------------------ |
| Unicode       | LATIN CAPITAL LETTER T CON GANCHO RETROFLEJO | LATIN CAPITAL LETTER T CON GANCHO RETROFLEJO | LATIN SMALL LETTER T CON GANCHO RETROFLEJO | LATIN SMALL LETTER T CON GANCHO RETROFLEJO |
| Codificación  | decimal                                      | hex                                          | decimal                                    | hex                                        |
| Unicode       | 430                                          | U+01AE                                       | 648                                        | U+0288                                     |
| UTF-8         | 198 174                                      | C6 AE                                        | 202 136                                    | CA 88                                      |
| Ref. numérica | &#430;                                       | &#x1AE;                                      | &#648;                                     | &#x288;                                    |